# كاسحة الجليد (سوفوروف)
كاسحة الجليد: من الذي بدأ الحرب العالمية الثانية؟ (العنوان الروسي : Ledokol ، Ледокол ) هو كتاب تاريخ من تأليف فيكتور سوفوروف. وفقًا للكتاب، خطط ستالين لغزو أوروبا لعدة سنوات وكان يستعد لشن هجوم مفاجئ على ألمانيا النازية في نهاية صيف عام 1941، وبالتالي كانت عملية بارباروسا بمثابة ضربة استباقية من قبل هتلر. تلقت هذه الأطروحة دعماً عاماً واسعاً نسبياً في بعض دول ما بعد الاتحاد السوفيتي ووسط أوروبا، لكن دعمها كان ضئيلاً بين العلماء الغربيين.

## المحتوى
الحجة الرئيسية التي يصنعها سوفوروف في كتابه، وكذلك في سلسلة من المنشورات الأخرى، بدءاً من مقالة قصيرة لعام 1985  وتنتهي مع دراسة عام 2008،  هي أنه في ثلاثينيات القرن العشرين، كان ستالين يخطط لغزو أوروبا. وكان يعمل من أجل تحقيق هذا الهدف لسنوات عديدة. يجادل سوفوروف بأن معاهدة مولوتوف-ريبنتروب سيئة السمعة تم تصميمها من قبل ستالين لاستفزاز هتلر لبدء صراع مع القوى الغربية،  الأمر الذي كان سيؤدي إلى استنفاد متبادل لـ «القوى الرأسمالية». بعد ذلك، خطط ستالين لاغتنام الفرصة المناسبة لمهاجمة ألمانيا من الخلف، واجتاح أوروبا ووضعها تحت السيطرة السوفيتية. . لذلك، وفقًا لسوفوروف، كانت عملية بارباروسا بمثابة ضربة وقائية من قبل هتلر،  بمثابة دفاع عن النفس في محاولة لمنع هجوم الجيش الأحمر الوشيك.
وقال إن القوات البرية السوفيتية كانت منظمة تنظيما جيدا وحشدت بشكل جماعي على طول الحدود الألمانية السوفيتية لغزو السوفيتي لأوروبا المقرر يوم الأحد، 6 يوليو 1941 لكنها كانت غير مستعدة للدفاع عن أراضيها.